# Журавльов Віктор Павлович
Віктор Павлович (Пилип Філатович) Журавльов (нар. 14 листопада 1901, село Іміас (Імісське) Мінусинського повіту Єнісейської губернії, тепер Красноярського краю, Російська Федерація — 18 грудня 1946, Російська Федерація) — радянський діяч органів державної безпеки, начальник УНКВС по Куйбишевській, Івановській та Московській областях. Депутат Верховної Ради СРСР 1-го скликання. Кандидат у члени ЦК ВКП(б) (1939—1941).

## Біографія
Народився в заможній селянській родині. Закінчив два класи початкового училища. До травня 1916 року працював у господарстві батька. З травня 1916 по липень 1917 року працював на рибних промислах купців Рогозинських в Туруханському краї.
У липні 1917 — червні 1918 року — студент Мінусинської вчительської семінарії. Через рік повернувся в рідне село, працював у господарстві батька.
У лютому 1919 року, після приходу білогвардійських військ, пішов до червоних партизанів. Його партизанський загін приєднався до загону Щетинкіна, а Журавльов став командиром взводу, роти партизанської армії Щетинкіна, яка діяла в Мінусинському, Ачинському і Красноярському повітах. Справжнє ім'я і по батькові Журавльова — Пилип Філатович, але з 1919 року, з невідомих причин, став називати себе Віктором Павловичем.
У січні — жовтні 1920 року — курсант Других Сибірських піхотних курсів командного складу РСЧА в місті Омську.
Член РКП(б) з лютого 1920 року.
У жовтні 1920 — березні 1921 року — командир роти 33-го стрілецького полку РСЧА.
У березні — квітні 1921 року — оперативний комісар Омської губернської надзвичайої комісії (ЧК).
У квітні 1921 — березні 1922 року — районний уповноважений політбюро ЧК Тарського повіту в Сибіру.
У березні 1922 — лютому 1923 року — помічник уповноваженого і уповноважений Омського губернського відділу ДПУ по Славгородському повіту.
У лютому 1923 — квітні 1926 року — повітовий уповноважений Омського губернського відділу ДПУ в місті Тара.
У червні 1926 — липні 1929 року — помічник уповноваженого Хакаського окружного відділу ДПУ.
У липні — грудні 1929 року — уповноважений Барнаульського окружного відділу ДПУ.
У грудні 1929 — серпні 1930 року — уповноважений Повноважного представництва ОДПУ по Сибірському краю.
У серпні 1930 — квітні 1931 року — уповноважений Повноважного представництва ОДПУ по Західно-Сибірському краю.
У квітні 1931 — лютому 1933 року — оперативний уповноважений Барнаульського оперативного сектора ДПУ.
У лютому 1933 — липні 1934 року — начальник таємно-політичного відділу Томського оперативного сектора ГПУ. У липні — листопаді 1935 року — начальник таємно-політичного відділу УДБ Томського оперативного сектора НКВС.
У листопаді 1935 — грудні 1936 року — заступник начальника Томського міського відділу НКВД, начальник таємно-політичного відділу УДБ.
13 березня — 28 вересня 1937 року — заступник начальника 3-го відділу УДБ УНКВС по Красноярському краю.
28 вересня 1937 — 28 лютого 1938 року — начальник УНКВС по Куйбишевській області, начальник особливого відділу ГУДБ НКВС Приволзького військового округу.
28 лютого — 5 грудня 1938 року — начальник УНКВС по Івановській області.
5 грудня 1938 — 13 червня 1939 року — начальник УНКВС по Московській області.
22 червня 1939 — 8 березня 1944 року — начальник Управління Карагандинського виправно-трудового табору НКВС. Знятий з посади за зловживання службовим становищем (незаконне витрачання продуктів, призначених для табору).
У березні — липні 1944 року — в розпорядженні відділу кадрів НКВС СРСР. У липні 1944 — листопаді 1946 року — співробітник «Дальбуду» НКВС СРСР на Колимі.
Помер 18 грудня 1946 року при нез'ясованих досі обставинах. За однією версією він покінчив життя самогубством. За іншою — раптово помер по дорозі в Москву.
Пізніше дружина Журавльова розповідала, що їх родині дозволили виїхати з Магадана. У Хабаровську Журавльов зустрів якогось знайомого військового, який запросив його у вагон-ресторан. Там вони довго випивали і розмовляли. Несподівано досвідчений чекіст впав під стіл і раптово помер, а його товариш по чарці безслідно зник. Серед пасажирів виявився лікар, який сказав, що Журавльов помер від сильної отрути. У матеріалах слідства, що збереглися, записано: «18 грудня помер в дорозі від Находки до Хабаровська, труп знятий в Хабаровську».

## Звання
- старший лейтенант державної безпеки (22.03.1936)
- капітан державної безпеки (28.09.1937)
- старший майор державної безпеки (3.01.1938)

## Нагороди
- орден Червоної Зірки (19.12.1937)
- орден «Знак Пошани» (27.09.1943)
- медаль «XX років Робітничо-Селянській Червоній Армії» (22.02.1938)